# Coriolopsis bataanensis
Coriolopsis bataanensis är en svampart som beskrevs av Murrill 1908. Coriolopsis bataanensis ingår i släktet Coriolopsis och familjen Polyporaceae.   Inga underarter finns listade i Catalogue of Life.